# Blethisa inexpectata
Blethisa inexpectata is een keversoort uit de familie van de loopkevers (Carabidae). De wetenschappelijke naam van de soort is voor het eerst geldig gepubliceerd in 1983 door Goulet et Smetana.